# Thomas Vollnhofer
Thomas „Tommy“ Vollnhofer (* 2. September 1984 in Oberpullendorf) ist ein österreichischer Fußballtorwart. 

## Karriere

### Verein
Thomas Vollnhofer begann im Alter von sechs Jahren bei seinem Heimatverein USC Kirchschlag, wo schon sein Vater Walter ein erfolgreicher Amateurfußballer war, Fußball zu spielen. Dank seines Talents machte er früh auf sich aufmerksam, was ihm zwischen 1996 und 1998 insgesamt 19 Einsätze in den regionalen Auswahlmannschaften der Jugendhauptgruppe Süd und 13 Einsätze in den niederösterreichischen Nachwuchs-Landesauswahlen bescherte. Dies eröffnete ihm auch die Möglichkeit im Alter von 14 Jahren ins Nachwuchs-Leistungszentrum St. Pölten zu wechseln, wo er seine fußballerische Ausbildung mit der schulischen Weiterbildung optimal verbinden konnte. Vollnhofer schloss 2003 das Bundesoberstufenrealgymnasium St. Pölten der Leistungsgruppe Fußball erfolgreich mit der Matura ab.

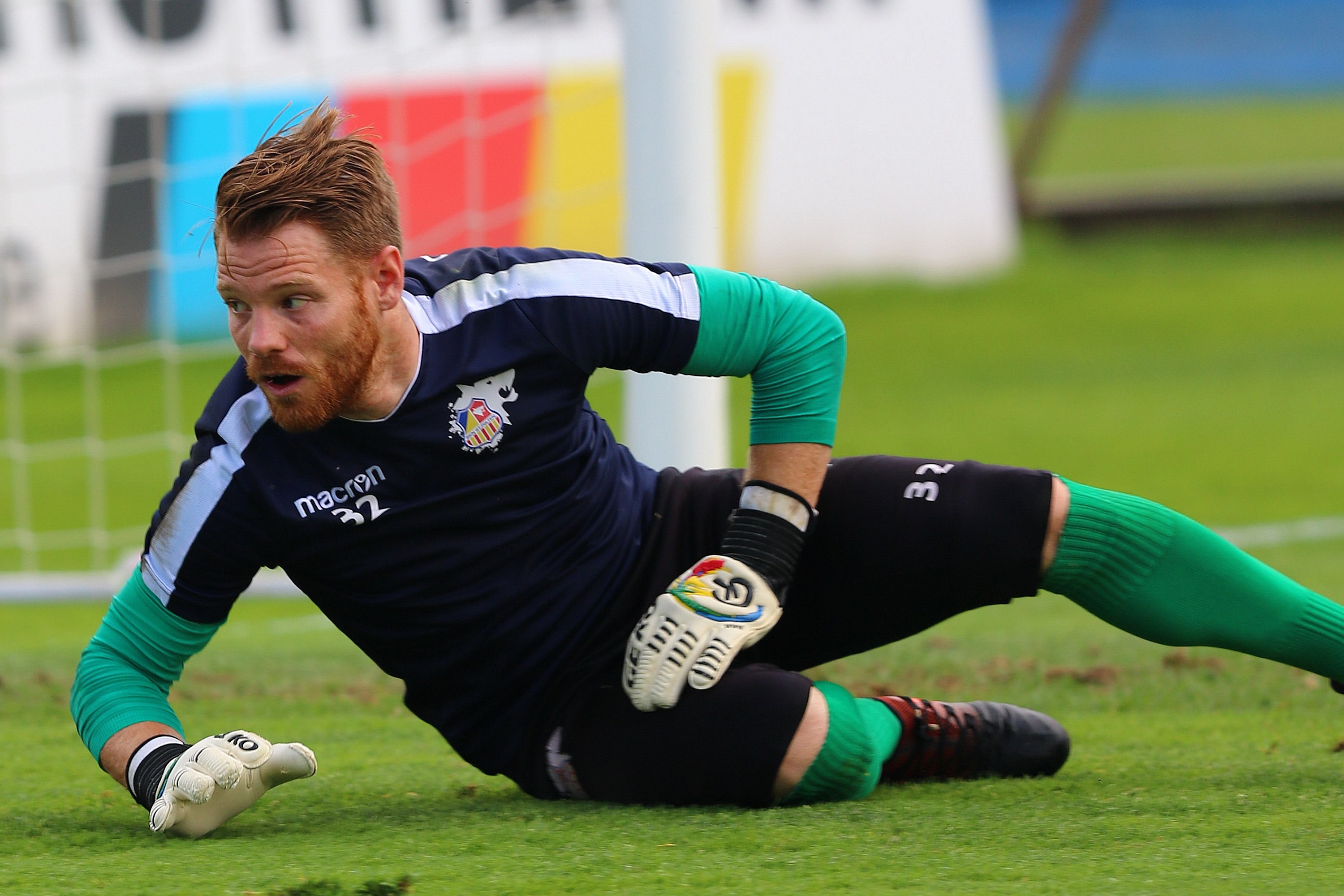
Thomas Vollnhofer im Trikot des SKN St. Pölten

Zu dieser Zeit war Vollnhofer bereits in den Kader der Kampfmannschaft des SKN St. Pölten, der in der Regionalliga Ost (dritte Leistungsstufe) spielte, übernommen worden. Mit beständigen Leistungen konnte er sich schnell einen Stammplatz sichern. Als Vertragsamateur war er in 143 Meisterschafts- und 14 Cupspielen im Einsatz. In der Saison 2007/2008 konnte sich Vollnhofer mit dem SKN St. Pölten den Meistertitel in der Regionalliga Ost sichern, wodurch der Verein in die Erste Liga aufstieg. Am 1. Juli 2008 unterschrieb Thomas Vollnhofer seinen ersten Vertrag als Fußballprofi beim SKN St. Pölten. Aufgrund einer am 9. Mai 2008 gegen den SC Neusiedl am See erlittenen schweren Wirbelverletzung konnte Vollnhofer erst in der 6. Runde am 22. August 2008 beim 3:0-Sieg beim 1. FC Vöcklabruck sein Debüt im Profifußball geben.
Voll des Lobes war der Tormanntrainer des SKN St. Pölten, Ernst Scherr. „Vollnhofer zeichnet sich durch unglaublichen Ehrgeiz und unbändigen Einsatzwillen aus. Er verfügt über enorme Sprungkraft und Wendigkeit, spielt hervorragend mit und erkennt die Situationen bereits im Ansatz. Damit macht er seine eher geringe Körpergröße mehr als wett.“
Trotz aller fußballerischen Erfolge sorgte der Hobbyschlagzeuger Thomas Vollnhofer gemäß seinem Lebensmotto „Hör’ nie auf besser zu werden, sonst hörst du auf gut zu sein!“ mit einem Studium für Sportwissenschaft für die Zeit nach der Laufbahn als Fußballer vor.
Zur Saison 2012/13 wechselte er zum Bundesligisten SC Wiener Neustadt. Nach dem Abstieg Wiener Neustadts in die Zweitklassigkeit ging er 2015 zum Regionalligisten First Vienna FC 1894.
Zur Saison 2016/17 kehrte er zum, inzwischen in der Bundesliga spielenden, SKN St. Pölten zurück. In vier Spielzeiten als Ersatztorwart hinter Christoph Riegler und zeitweise Filip Dmitrović kam er zu 17 Bundesligaeinsätzen für den SKN. Nach der Saison 2019/20 verließ er die Profis und rückte zu den Juniors. Zudem begann er in der AKA St. Pölten zu trainieren. In der Winterpause der Saison 2023/24 übernahm Vollnhofer das Traineramt der SKN St.Pölten Juniors. Im Sommer 2024 rückte Vollnhofer zur Kampfmannschaft des SKN St. Pölten auf und übernahm den Posten des Torwarttrainers.

### Nationalmannschaft
Mit seinen sportlichen Leistungen spielte er sich zwischen 2000 und 2003 in die österreichischen Nachwuchs-Nationalmannschaften der U-16, U-17 und U19, für die er unter Teamchef Paul Gludovatz insgesamt 13 Spiele bestritt. Der dritte Platz bei der U-19-Europameisterschaft in Liechtenstein (2003) – Österreich musste sich nach Siegen gegen England (2:1) und Tschechien (4:1) sowie einem 1:1-Unentschieden gegen Frankreich als Gruppensieger erst im Halbfinale gegen Portugal trotz 2:0-Führung nach Verlängerung mit 3:6 geschlagen geben – war der abschließende Höhepunkt in seiner Karriere als Nachwuchsspieler.

## Erfolge
- Dritter Platz bei der U-19-Europameisterschaft mit dem österreichischen Nationalteam 2003
- Meistertitel in der Regionalliga Ost mit dem SKN St. Pölten 2007/08